# Носители на орден „За храброст“
Това е списък на наградените с орден За храброст след възстановяването му през 2003 година. Присъжда се при проявена храброст и героизъм в полза на българското общество и държава. В съвременния си вариант той има три степени и две категории — с мечове (който се връчва на военни лица) и без мечове (връчван на цивилни лица).

## Наградени

### 2010
| Дата на указа   | Носител              | Вид          | Тема |
| --------------- | -------------------- | ------------ | --- |
| 8 февруари 2010 | Слободан Гавриловски | първа степен | „за проявен героизъм, самоотверженост и хуманност при спасяването на български граждани при потъването на кораба „Илинден“ в Охридското езеро на 5.IX.2009 г.“ |
| 8 февруари 2010 | Гордана Руфчевска    | първа степен | „за проявен героизъм, самоотверженост и хуманност при спасяването на български граждани при потъването на кораба „Илинден“ в Охридското езеро на 5.IX.2009 г.“ |
| 8 февруари 2010 | Георги Костовски     | първа степен | „за проявен героизъм, самоотверженост и хуманност при спасяването на български граждани при потъването на кораба „Илинден“ в Охридското езеро на 5.IX.2009 г.“ |
| 8 февруари 2010 | Никола Костовски     | първа степен | „за проявен героизъм, самоотверженост и хуманност при спасяването на български граждани при потъването на кораба „Илинден“ в Охридското езеро на 5.IX.2009 г.“ |
| 8 февруари 2010 | Александър Мойсоски  | първа степен | „за проявен героизъм, самоотверженост и хуманност при спасяването на български граждани при потъването на кораба „Илинден“ в Охридското езеро на 5.IX.2009 г.“ |

### 2012
| Дата на указа | Носител                           | Вид          | Тема |
| ------------- | --------------------------------- | ------------ | --- |
| 12 юни 2012   | Пламен Дончев Петков (посмъртно)  | първа степен | „за проявените храброст, героизъм и саможертва при спасяването на човешки живот“                               |
| 9 юли 2012    | Димитър Ламбов (посмъртно)        | първа степен | „за проявените храброст, героизъм и саможертва при спасяването на човешки живот“                               |
| 9 юли 2012    | Иван Божанов (посмъртно)          | първа степен | „за проявените храброст, героизъм и саможертва при спасяването на човешки живот“                               |
| 17 юли 2012   | Петър Петров                      | първа степен | „за проявените от него храброст и героизъм при спасяването на бедстващите пътници от кораба „Коста Конкордия““ |
| 6 август 2012 | Петър Христов Тодоров (посмъртно) | първа степен | „за проявените храброст, героизъм и саможертва при спасяването на човешки живот“                               |
| 6 август 2012 | Христо Стефанов (посмъртно)       | първа степен | „за проявените храброст, героизъм и саможертва при спасяването на човешки живот“                               |

### 2015
| Дата на указа   | Носител                                | Вид          | Тема                                                                             |
| --------------- | -------------------------------------- | ------------ | -------------------------------------------------------------------------------- |
| 7 октомври 2015 | Григор Владимиров Кумитски (посмъртно) | първа степен | „за проявената храброст, героизъм и саможертва при спасяването на човешки живот“ |